# Leuconephra ossicolor
Leuconephra ossicolor là một loài bướm đêm trong họ Noctuidae.